# Talamanca
 Ovo je glavno značenje pojma Talamanca. Za druga značenja pogledajte Talamanca (razdvojba).
Talamanca.-Domorodačko stanovništvo Kostarike čiji su ostaci danas jedino Bribri (ogranci: Urinama, Viceita), Cabecar (ogranci: Tariaca, Chirripó, Telire, Estrella, Ujarrás.), Boruca (ogranci: Osa i nestali Quepo) i Terraba. Talamancan plemena prema jeziku se klasificiraju velikoj porodici Chibchan.
Običaji:
Talamanca Indijanci žive u šumovitim dolinama sjeverno od planina Talamanca i u susjednoj karipskoj nizini. Od njih još danas mnogi žive izolirani u džunglama, neprijateljski raspoloženi prema Indijancima koji nisu iz njihovog klana.  Najtradicionalnijim klanovima dominiraju žene. Od raznih običaja prakticiraju i premještanje posmrtnih ostataka nekoliko godina nakon smrti (kad meso istrune) i veoma rašireni običaj izolacije porodilje.
Popis plemena i jezika
- Boruca, 1,000 (1991).(1,000 svih zajedno, većina u Panami). U Kostariki žive na rezervatima Curré i Boruca.
- Bribri (Costa Rica, Panama). U Kostariki žive na rezervatima Cocles, Talamanca Bribrí, Salitre i Cabagra.
- Burucaca, istočna Kostarika, pleme srodno Boruca Indijancima.
- Cabécar, Na južnom primorju između Playa Bonita i Golfita. rezervati; Nairí-Awari, Chirripó, Alto de Chirripó, Tayni, Telire, Talamanca, Cabécar i Ujarrás.
- Chiripo, ogranak Cabecara, na rezervatu Chirripó.
- Cocto ili Coto, u unutrašnjosti Kostarike, sjeverno od zaljeva Dulce.
- Estrella, ogranak Cabecara.
- Guetar, Kostarika. Rezervati: Quitirrisí, Zapatón. Prije su živjeli po 'provincijama' Abra, Accerri, Catapa, Cooc, Garabito, Guarco, Pacaca, Tayopan, Tice, Turriarba.
- Osa. Ogranak Boruca.
- Pocosi, kod današnjeg Limona, Kostarika.
- Quepo, nestali. Na pacifičkoj obali kod Quepos Pointa.
- Quilla. Kolumbija,
- Suerre, južno od ušća Río San Juan Bajo, Kostarika.
- Tariaca, ogranak Cabecara, jugoistočno od Point Limona, Kostarika.
- Teshbi (Techbi), Kostarika, Panama),
- Térraba (Panama), u Kostariki na rezervatu Térraba.
- Tojar, na istoimenom otoku pred obalom Paname.
- Tucurrique, provincija Cartago, Kostarika.
- Turucaca, sjeverno od zaljeva Golfo Dulce   Arhivirana inačica izvorne stranice od 24. ožujka 2006. (Wayback Machine), Kostarika.
- Urinama (Arinamaes). ogranak Bribrija.
- Viceita. ogranak Bribrija.
- Voto. Kostarika, južno od rijeke Río San Juan.

## Vanjske poveznice
- A One-Man Mission  Arhivirana inačica izvorne stranice od 20. ožujka 2006. (Wayback Machine)